# Mare Winningham

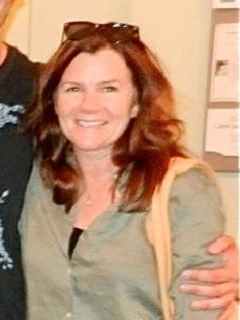
Mare Winningham (2012)

Mare Winningham (* 16. Mai 1959 in Phoenix, Arizona als Mary Megan Winningham) ist eine US-amerikanische Schauspielerin.

## Leben und Leistungen
Winningham entstammt einer kinderreichen Familie. Sie wuchs in Northridge auf, wo ihr Vater an der California State University arbeitete.
Winningham debütierte 1976 in dem Fernsehwestern Wildes neues Land. Im Fernsehdrama Amber Waves (1980) spielte sie neben Dennis Weaver und Kurt Russell; für diese Rolle erhielt sie 1980 den Emmy Award. Im Drama Herzchirurg Dr. Vrain (1981) spielte sie an der Seite von Donald Sutherland und Jeff Goldblum, wofür sie 1983 für den Genie Award nominiert wurde.
Im Film St. Elmo’s Fire – Die Leidenschaft brennt tief (1985) war sie neben Emilio Estevez, Rob Lowe, Demi Moore und Andie MacDowell in einer größeren Rolle zu sehen. Für ihre Rolle im Actionfilm Nacht der Entscheidung – Miracle Mile (1988) wurde sie 1990 für den Independent Spirit Award nominiert.
Im Filmdrama Das Baumhaus (1994) spielte Winningham an der Seite von Kevin Costner und Elijah Wood die Rolle von Lois Simmons. Im Filmdrama Georgia (1995), in dem sie neben Jennifer Jason Leigh spielte, übernahm sie die Titelrolle. Für diese Rolle wurde sie 1996 für den Oscar sowie für den Screen Actors Guild Award nominiert und gewann den Independent Spirit Award.
Für ihre Rolle in der Fernsehbiografie Wallace (1997) von John Frankenheimer, in der sie neben Gary Sinise und Angelina Jolie spielte, wurde Winningham 1998 für den Golden Globe Award, den Screen Actors Guild Award und den Golden Satellite Award nominiert. Sie gewann 1998 den Emmy Award. 1998 und 1999 trat sie in der Fernsehserie Emergency Room – Die Notaufnahme als Dr. Amanda Lee auf. Im Fernsehdrama The Maldonado Miracle (2003) von Salma Hayek spielte sie neben Peter Fonda eine der Hauptrollen, für die sie 2004 für den Daytime Emmy Award nominiert wurde.
Winningham war 1981 kurzzeitig mit dem Schauspieler A Martinez verheiratet. 1983 heiratete sie William Maple, mit dem sie fünf Kinder hat. Seit Ende 2021 ist sie mit dem Schauspieler Anthony Edwards verheiratet.

## Filmografie (Auswahl)
- 1976: Wildes neues Land (Young Pioneers)
- 1979: Starsky & Hutch (Starsky and Hutch, Fernsehserie, Folge 4x16 Ninety Pounds of Trouble)
- 1980: Amber Waves
- 1981: Herzchirurg Dr. Vrain (Threshold)
- 1982: Baby Thieves – Geraubte Kinder
- 1983: Die Dornenvögel (The Thorn Birds)
- 1985: St. Elmo’s Fire – Die Leidenschaft brennt tief (St. Elmo’s Fire)
- 1985: Liebe ohne Worte (Love Is Never Silent)
- 1986: Wer ist meine Frau (Who is Julia?, Fernsehfilm)
- 1987: Shy People – Bedrohliches Schweigen (Shy People)
- 1987: Made in Heaven
- 1988: Nacht der Entscheidung – Miracle Mile (Miracle Mile)
- 1988: Der Schrei nach Liebe (God Bless the Child)
- 1989: Scott & Huutsch (Turner & Hooch)
- 1993: Sexual Healing
- 1994: Wyatt Earp – Das Leben einer Legende (Wyatt Earp)
- 1994: Das Baumhaus (The War)
- 1995: Georgia
- 1996: The Boys Next Door (Fernsehfilm)
- 1997: Wallace (George Wallace)
- 1997: Under Pressure (Bad Day On the Block)
- 1998: Nathan gibt nicht auf (Everything That Rises) (Fernsehfilm)
- 1998–1999: Emergency Room – Die Notaufnahme (ER, Fernsehserie, 4 Folgen)
- 2001: Mutter unter Beschuss (Snap Decision)
- 2003: The Maldonado Miracle (Fernsehfilm)
- 2004: Dandelion – Eine Liebe in Idaho (Dandelion)
- 2005: The Magic of Ordinary Days (Fernsehfilm)
- 2006–2007: Grey’s Anatomy (Fernsehserie, 6 Folgen)
- 2007: Boston Legal (Fernsehserie, 2 Folgen)
- 2008: Swing Vote – Die beste Wahl (Swing Vote)
- 2009: Brothers
- 2009: Cold Case – Kein Opfer ist je vergessen (Fernsehserie, Folge 7x11 Der gute Soldat)
- 2010: Criminal Minds (Fernsehserie, Folge 6x05 Der böse Zwilling)
- 2011: Mildred Pierce (Miniserie)
- 2012: Spieglein Spieglein – Die wirklich wahre Geschichte von Schneewittchen (Mirror Mirror)
- 2012: Hatfields & McCoys
- 2013: Philomena
- 2013: Under the Dome (Fernsehserie, 2 Folgen)
- 2013–2017: American Horror Story (Fernsehserie, 14 Folgen)
- 2014–2015, 2018: The Affair (Fernsehserie, 14 Folgen)
- 2017: Geostorm
- 2018: The Seagull – Eine unerhörte Liebe (The Seagull)
- 2019: Vergiftete Wahrheit (Dark Waters)
- 2020: The Outsider (Fernsehserie)
- 2020: Neues aus der Welt (News of the World)
- 2021: All My Puny Sorrows
- 2021: Dopesick (Miniserie, 8 Folgen)
- 2024: Rob Peace